# 元祖アイスドッグ

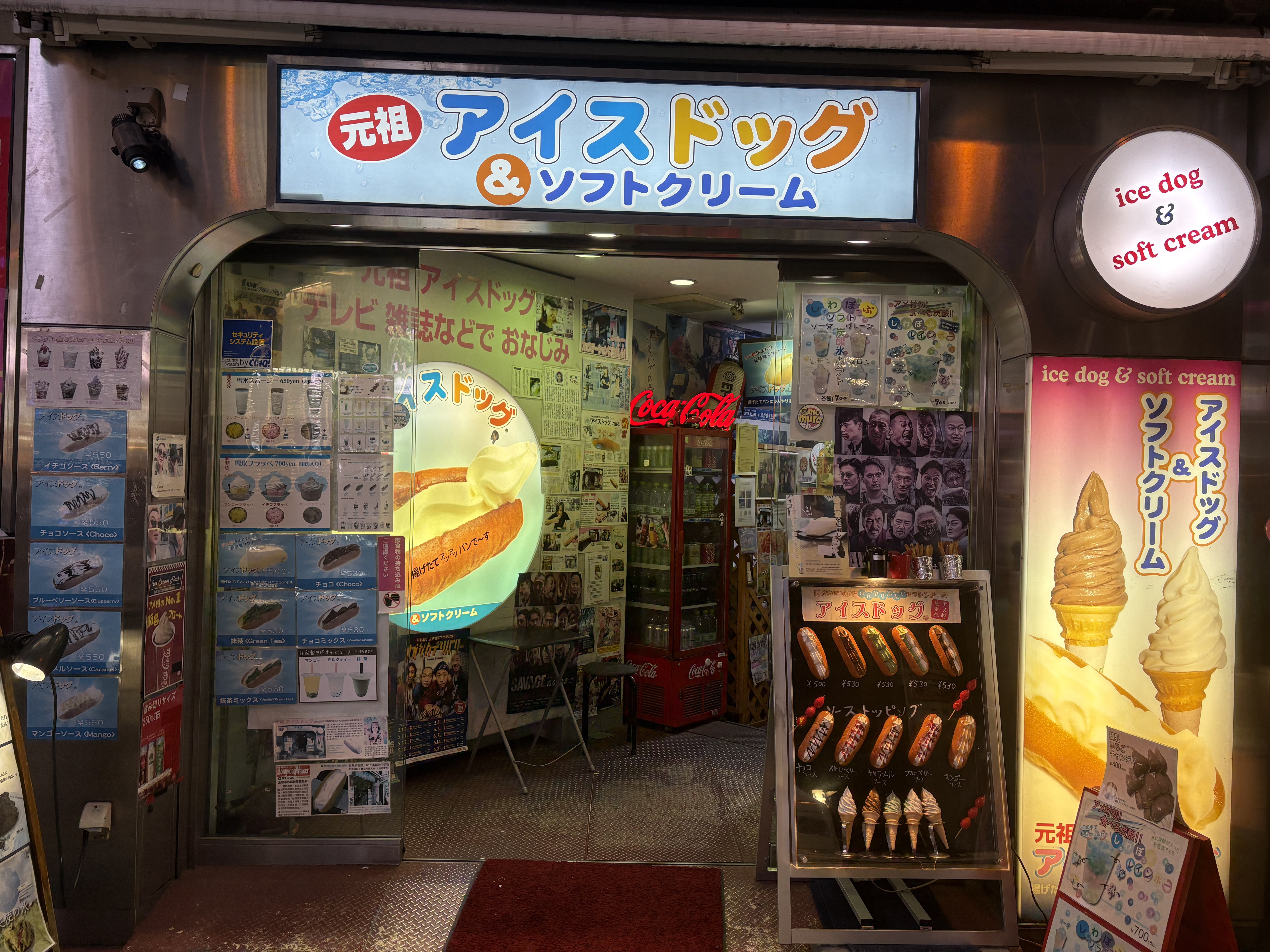
元祖アイスドッグの店舗

元祖アイスドッグ（がんそアイスドッグ）は、大阪のアメリカ村にある飲食店。ホットドッグのソーセージをアイスクリームに置き換えたアイスドッグを主力商品としている。

## 沿革
2003年、アメリカ村の三角公園の近くで理髪店を長年営んでいた荒井栄子が街の変化に合わせてソフトクリーム店「六甲牧場荒井」を開業する。ソフトクリームを使用した夏場の商品としてかつてホットドッグ店を経営していた経験から揚げパンにソフトクリームを挟んだアイスドッグを考案した。アイスドッグは段々と口コミで広がっていき、国内や海外のメディアにも紹介されアメリカ村の名物となった。2003年9月に販売を開始し、1年後には1日100個近く売れるようになったという。
2009年に大阪の新今宮に出店、2013年には東京の竹下通りに派生ブランド「ICE Dog」を開店している（いずれも閉店）。2021年にはフランチャイズとして岩手県山田町の「菓子工房じょぶ」でアイスドッグの販売が開始された。

## 特徴

### 店舗
店舗はアメリカ村の中心地の三角公園に面しており、派手な看板で個性的な外観となっている。店内にはイートインも用意されている。

### アイスドッグ

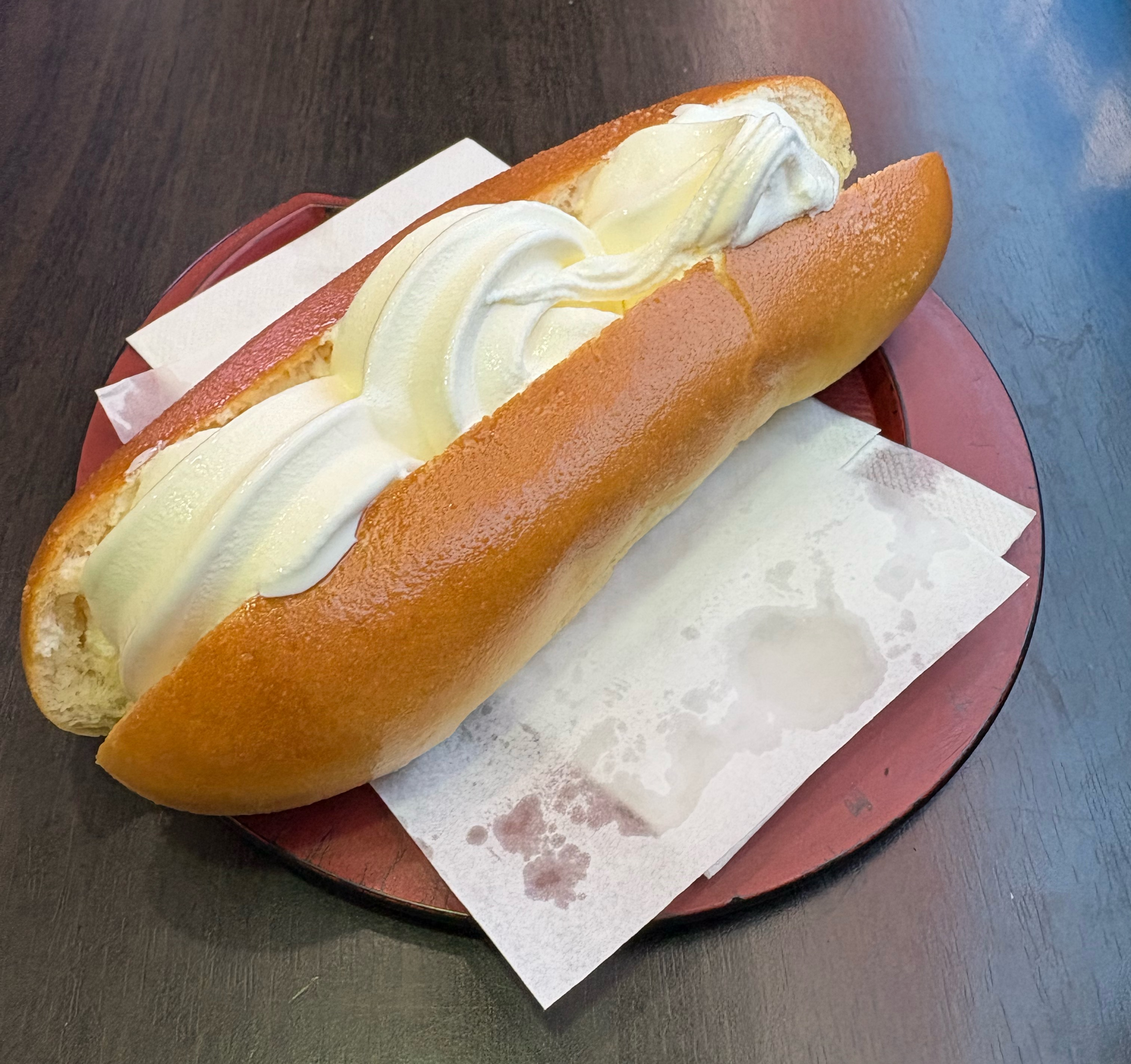
アイスドッグ

ホットドッグ用のパンをフライヤーを使用して約15秒揚げ、包丁で入れた切れ目にアイスクリームを流し込んで完成となる。ソフトクリームはアイスドッグに合わせた専用のものを使用している。普通のソフトクリームには六甲牧場の牛乳を使っているが、アイスドッグには北海道産の牛乳を使用しており甘みやコクがやや強めになっているという。揚げ油は綿実油を使用し、こまめに取り替えることで油っぽくならないよう工夫されている。
アイスクリーム、パン、ソフトクリームの原材料全てにこだわっており、荒井は「作り方はまねできても、これだけの材料を使って採算を取っていくノウハウはそう簡単にまねできない」としている。

#### メニュー
定番のソフトクリームだけでなく、チョコレート、抹茶といった商品がある。追加料金でソースなどのトッピングも行える。

## 評価
Nicheee!の飾磨亜紀は、ほんのり熱いパンとヒヤッとしたソフトクリームが初めての食感でマッチしているとし、接客についても店長の荒井のサービス精神や人柄が感じられリピーターが多いのも頷けると評した。